# Lois Tobío Fernández
Lois Tobío Fernández (Vivero, Lugo, España, 13 de junio de 1906 - Madrid, 13 de marzo de 2003) fue un diplomático, escritor y traductor español.

## Biografía
Nació en el seno de una familia hidalga de Viveiro (por parte materna), los Pardo Vaamonde y de campesinos de Brión (A Maia) por parte paterna. Su padre, Lois Tobío Campos, maestro de escuela en Vivero y más tarde en Santiago de Compostela, era simpatizante de los medios regionalistas de la época, siendo amigo de Manuel Murguía. Además, la bisabuela de Tobío, María Xosefa Martínez Viojo, era tía paterna de Rosalía de Castro. Esto hacía que las dos familias mantuviesen una cierta relación.
Luego de pasar la infancia en Viveiro, se marcha a Santiago con su familia para cursar el bachillerato, y posteriormente ingresa en la Universidad de Santiago de Compostela para estudiar Derecho.

### El Seminario de Estudios Gallegos
En el curso preparatorio de Derecho (1922) es donde Tobío entablará amistad con figuras clave en la creación del Seminario de Estudios Gallegos. La asignatura de lengua y literatura española se la impartía Armando Cotarelo Valledor, y entre sus compañeros de promoción figuraban Fermín Bouza Brey, Xosé Filgueira Valverde, Ramón Martínez López o Manuel Magariños. Eran los años de la dictadura de Miguel Primo de Rivera, y se inicia en la labor cultural con la publicación de un fanzine de estudiantes llamado Adral.
Al año siguiente, 1923, Wenceslao Requejo Buet le propone a Tobío formar un grupo: "con los que se interesasen por problemas de cultura, arte, literatura e historia principalmente, algo así como una tertulia o ateneo". Ese grupo, del que primero formarían parte los estudiantes de su promoción (Filgueira, Martínez López, Magariños, etc.), posteriormente se extendería a los mayores (Bouza, Romero Cerdeiriña, etc.) y a los profesores, como Cotarelo. De hecho, fue Cotarelo quien le dio el nombre de Seminario de Estudios Gallegos, que fue como pasó a la historia.
Tobío desempeñará en el Seminario los puestos de secretario y más de coordinador de la sección de Ciencias Sociales, Jurídicas y Económicas. Dentro de él, empezará a hacer y publicar sus primeros estudios culturales. Para la vida entre Santiago de Compostela, durante el curso, y Viviro, donde permanece durante el verano y donde realizará una catalogación de la documentación municipal. En 1927, después de obtener el premio extraordinario de licenciatura, se incorpora como ayudante de cátedra de Joaquín García Labella, de derecho público. Al año siguiente, Tobío realiza el servicio militar en el cuerpo de artillería en Santiago, y en 1929 accede a una bolsa que le llevará a proseguir sus estudios en Berlín. 
Llegará a Hamburgo en el barco alemán Cap Arcona el 14 de noviembre de 1929. Se establece en Berlín, donde continuará con sus estudios de derecho y donde hará amistad con Francisco Ayala, Felipe Fernández Armesto o con el lingüista Xosé Canedo. Será el anfitrión en Alemania de Vicente Risco (experiencia que comenta el orensano en Mitteleuropa) y a los pocos meses volverá a Galicia para incorporarse en octubre de 1930 como profesor auxiliar de derecho romano e historia del derecho en la Universidad de Santiago de Compostela.

### La Segunda República
Unos meses más tarde, el 14 de abril de 1931, se proclama la Segunda República, y desde la sección del Seminario que coordinaba Tobío se propone la redacción del anteproyecto del estatuto de autonomía. El grupo de trabajo lo formó Alexandre Bóveda, Ricardo Carvalho Calero, Valentín Paz-Andrade, Vicente Risco y el propio Tobío. Tobío y Carvalho fueron los encargados de redactarlo, y se publicó el 6 de mayo de 1931. En el invierno siguiente marcha a Madrid para preparar el doctorado y coincidirá en la capital española con los diputados galleguistas Castelao, Otero Pedrayo y Villar Ponte. Precisamente el 6 de diciembre de 1931 cuando se funda en Pontevedra el Partido Galleguista, Tobío no asiste por estar en Madrid, pero ingresa rápidamente en él y pasa a formar parte del Consejo Ejecutivo.
En 1932, luego de unos meses en Galicia, se traslada a Madrid para preparar las oposiciones a inspector de trabajo y a carrera diplomática, y aprueba las segundas. Ingresa en el cuerpo diplomático en febrero de 1933 y realiza diversos cursos y viajes por países europeos, hasta que se incorpora en diciembre como secretario en la embajada española en Bulgaria. 
Permanece en este puesto hasta poco después del estallido de la guerra (1936), cuando el embajador pasa al bando de los sublevados y Tobío, de hecho, ocupa la titularidad de la delegación española. A comienzo de 1937 es nombrado cónsul en Montevideo, pero antes de que viaje a Uruguay le piden su incorporación al Ministerio de Asuntos Exteriores, en aquel momento localizado ya con el resto del gobierno en Valencia.
Dentro de Exteriores ocupará altos cargos de gestión en el ministerio de José Giral (gobierno de Negrín), y será encargado de realizar viajes de inspección a los consulados de Francia y del norte de África. Durante su estancia en Valencia retomará el contacto con Castelao, que estaba preparando la aprobación del Estatuto gallego de Autonomía. En noviembre de 1937 se traslada a Barcelona junto al gobierno republicano. Viaja por Europa oriental en misión oficial y a su regreso a Barcelona marcha a vivir a la Residencia de Estudiantes, donde conocerá a Carmen Soler, quien luego se convertirá en su mujer. En mayo de 1938 es destinado a un cuartel de Granollers como instructor de reclutas, y allí sufre el bombardeo de la ciudad el 31 de mayo. En julio se incorpora al Frente del Ebro como artillero, pero en octubre ya está de nuevo trabajando como administrativo en el ministerio de Defensa en Barcelona, puesto con el que participará en la desmovilización de las Brigadas Internacionales; En noviembre regresa a Exteriores y el 1 de diciembre de 1938 es nombrado secretario general del ministerio. 
Retoma contacto con el ambiente galleguista de Barcelona, y también su relación con Carmen Soler, interrumpida por los destinos militares. En menos de un mes, el 24 de enero de 1939 se casan por el juzgado en Barcelona. Unos días más tarde el gobierno toma rumbo a Figueras y al exilio. En Perpiñán la pareja logra evitar los campos de concentración. Viajan a París y posteriormente a Cherburgo, donde embarcan el 18 de marzo de 1939 rumbo a Nueva York a bordo del Queen Mary.

### Etapa del Exilio
Después de una breve estancia en Nueva York en compañía de Castelao, Tobío y su mujer viajan a Cuba. En La Habana tomarán contacto con otros exiliados gallegos como Xosé Rubia Barcia, y españoles como Manuel Altolaguirre, pero también con la intelectualidad cubana, como Alejo Carpentier o Dulce María Loynaz. En La Habana intentan poner en funcionamiento un centro de enseñanza, pero un año después la escuela aún no funcionaba correctamente y deciden marcha a México en enero de 1940. No lograron integrarse en la sociedad mexicana, y cinco meses más tarde, el 30 de junio, embarcaron en Nueva Orleáns rumbo a Montevideo, dado que Carmen Soler tenía nacionalidad uruguaya.
En Montevideo, Tobío empezará a trabajar como periodista en El Día, el periódico del batllismo, una de las corrientes del Partido Colorado. En él hará análisis e información de ámbito internacional, hasta que en 1947, ya asumiendo que el final de la Segunda Guerra Mundial no iba a suponer el final del franquismo, empieza a trabajar en el departamento de comunicación de la farmacéutica suiza Roche. En 1945 tuvieron su primer hijo, Miguel, y en 1954 su hija, Constanza.
Tobío rápidamente contactó con los medios intelectuales de la capital uruguaya, y también con el exilio republicano galleguista. Socio de la Casa de Galicia, el centro más importante de gallegos del país, participó en numerosos actos, entre las que se contaron las visitas de Castelao en 1940, 1944 y 1945. Con la ayuda de Tobío, se presentó el Consello de Galiza precisamente en Montevideo, el 30 de junio de 1945, bajo la presidencia de Castelao. También participa, en septiembre de 1950 en la primera emisión radiofónica en gallego, Sempre en Galicia, que se emitía en Radio Carve, una de las emisoras más importantes de Montevideo; y más tarde estará en la creación del Banco de Galicia de Uruguay.
Durante el exilio de Montevideo se mantuvo en contacto con los centros gallegos de Buenos Aires, y Tobío mantiene una intensa relación con los exiliados en Argentina y con los intelectuales gallegos que hacían viajes por la emigración. Así, Tobío estará en la comisión organizadora del primer Congreso de la Emigración, celebrado en la capital rioplatense del 21 al 31 de julio de 1956, pero también será encargado de gestionar la edición y la impresión de la Historia de Galiza de Ramón Otero Pedrayo. Paralelamente, prosigue su integración en la sociedad uruguaya, presidiendo un club de equitación en Montevideo, y más en su empresa. Sin embargo, las dinámicas corporativas llevan al cierre de su oficina y lo trasladan a España (primero a Barcelona en diciembre de 1962 y luego a Madrid unos meses más tarde) encargado de la traducción de documentación y publicidad de la firma.

### Retorno a España
El viaje a España coincide con sus últimos años de vida profesional: una década más en la empresa farmacéutica Roche y posteriormente, tres años, entre 1973 y 1976, de nuevo dentro del ministerio de Exteriores, cuando se tuvo que jubilar de la compañía suiza. Su trayectoria intelectual aparece vinculada a los viejos galleguistas de Madrid, reunidos alrededor de Borobó, y sus investigaciones sobre el diplomático gallego Diego Sarmiento de Acuña, el Conde de Gondomar. Viajará a menudo a Galicia, tanto para visitar a amigos como para participar en actos y congresos, o simplemente de vacaciones. Sin embargo, su vivienda sigue establecida en Madrid. Enviudó en 1986 y falleció en 2003.

## Obras

### Como traductor
Aunque realizó algunas colaboraciones aisladas, Tobío no empieza a dedicarse seriamente a la traducción hasta su estancia en Montevideo. Empieza traduciendo del inglés al español The Life of Greece, de Will Durant. Después siguió alternando la traducción de textos de ficción, como Narziss und Goldmund, de Hermann Hesse, con la traducción de textos ensayísticos, filosóficos, políticos y económicos, como el Staatslehre, de Hermann Heller, que publicó en 1942 el Fondo de Cultura Económica.
Seguirá realizando traducciones tras su jubilación. Entre las obras de esta segunda época se cuenta: Die Vollendung des Königs Henri Quatre de Heinrich Mann o el Peter Camenzind, de Hesse, en 1980. 
Al gallego tradujo:
- Os sonetos a Orfeu, de Rainer Maria Rilke, publicado en 1980 por Ediciós do Castro
- Fausto, de Goethe. Laiovento, 1982.
- Nai coraxe e máis os seus fillos, de Bertolt Brecht. Ediciós do Castro, 1987

### Obras propias
- As décadas de T.L., Ediciós do Castro, 1994. Autobiografía.
- A nova vida, Ediciós do Castro, 2006 (póstuma). Narrativa.
- Catro ensaios sobre o Conde de Gondomar, Patronato Ramón Otero Pedrayo, 1991
- Gondomar y los católicos ingleses, Ediciós do Castro, 1987
- Gondomar y su triunfo sobre Raleigh, Bibliófilos Gallegos, 1974
- A intervención de Gondomar nos problemas internacionais da pesca, Ediciós do Castro, 1984.

## Galardones
- Pergamiño de honra e louvanza, de la Fundación Pedrón de Ouro (1984)
- Premio Trasalba (1991)
- Medalla de Honor de Viveiro (1997)
- Premio de las Artes y de las Letras de Galicia (1999)
- Hijo adoptivo de Gondomar, a título póstumo (2005).